# Sargus ranohira
Sargus ranohira är en tvåvingeart som först beskrevs av Norman E. Woodley 2001.  Sargus ranohira ingår i släktet Sargus och familjen vapenflugor. Inga underarter finns listade i Catalogue of Life.